# Trận Alytus
Trận Alytus là một trong các trận đánh lớn bằng xe tăng đầu tiên trên chiến trường Xô-Đức tại mặt trận vùng Baltic (nay thuộc Litva) trong Chiến tranh thế giới thứ hai. Trong hai ngày 22 và 23 tháng 6 năm 1941, Sư đoàn xe tăng 5 (Liên Xô) do đại tá Fyodor Fyodorovich Fyodorov chỉ huy đã có trận kịch chiến với Sư đoàn xe tăng 7 (Đức) do thiếu tướng Hans von Funck chỉ huy và Sư đoàn xe tăng 20 (Đức) do trung tướng Horst Stumpf chỉ huy. Sau hai ngày chiến đấu, tướng Hermann Hoth báo cáo đã tiêu diệt 170 xe tăng Liên Xô và mất 11 xe tăng Đức. Do phòng tuyến trên sông Niemen của Sư đoàn bộ binh 128 do thiếu tướng A. S. Zotov chỉ huy bị vỡ, tướng A. S. Zotov bị bắt, Sư đoàn xe tăng 7 (Đức) đã chiếm được cả hai cây cầu qua sông Niemen và đột kích vào sườn trái của Sư đoàn xe tăng 5, buộc sư đoàn này phải rút lui về Vilnius trong tình trạng hết đạn, cạn dầu. Nhiều xe tăng, xe bọc thép Liên Xô bị bỏ lại trên chiến trường và trên đường rút quân.

## Bối cảnh và binh lực
Đêm 21 rạng ngày 22 tháng 6 năm 1941, Cụm tập đoàn quân "Bắc" (Đức) triển khai Tập đoàn quân xe tăng 4, các tập đoàn quân binh chủng hợp thành 16 và 18 áp sát biên giới Liên Xô từ Klaipeda đến Gondap và chuẩn bị tấn công. Dải tấn công của Tập đoàn quân xe tăng 3 (Đức) dài 125 km trên khu vực Suwałki gồm các sư đoàn xe tăng 7, 12, 20 và các sư đoàn bộ binh 5, 6, 8, 26, 28, 35, 161 ở thê đội 1; Sư đoàn xe tăng 19 và các sư đoàn cơ giới 14, 18 ở thê đội 2. Khu vực tấn công trên hướng Alytus được giao cho Quân đoàn xe tăng 39 gồm các sư đoàn xe tăng 7 và 20. Tại thê đội 2 của Quân đoàn này còn có Sư đoàn cơ giới 14. Phối hợp bên sườn phải của Quân đoàn xe tăng 39 là Sư đoàn bộ binh 35 của Quân đoàn bộ binh 5, bên sườn trái là Sư đoàn bộ binh 6 của Quân đoàn bộ binh 6. Chiều sâu nhiệm vụ được giao cho Quân đoàn xe tăng 35 trong ba ngày đầu chiến dịch là tuyến sông Niemen. Ba ngày sau đó, Quân đoàn này phải chiếm được Vilnius, thủ đô của Litva.
Quân đội Liên Xô phòng thủ trên khu vực có Sư đoàn xe tăng 5 thuộc Quân đoàn cơ giới 3, giữ Alytus (Olita). Sư đoàn này có 229 xe tăng BT-7, 25 xe bọc thép T-26, 57 xe bọc thép T-28 và 50 xe tăng T-34 nhưng chỉ có hơn 150 xe còn hoạt động được. Phòng thủ phía trước Sư đàn xe tăng 5 là Sư đoàn bộ binh 128 phòng thủ đoạn biên giới phía Tây Sarze. Sư đoàn bộ binh 126 phòng thủ đoạn biên giới phía Tây Simno. Phòng thủ trên khu vực Vilnius có các sư đoàn bộ binh 179 và 184. Đây là khu vực biên giới Litva - Ba Lan mà Liên Xô mới sáp nhập từ năm 1940. Các công trình phòng thủ đều đang được xây dựng nhưng chưa hoàn thành. Bộ chỉ huy Quân khu đặc biệt Pribaltic dự định lấy tuyến sông Niemen làm tuyến phòng thủ có bản để che chở cho Vilnius với các khu phòng thủ cơ bản tại Prienai, Alytus, Merkine và Druskininkai.

## Diễn biến
Các quân đoàn xe tăng và cơ giới của tướng Hermann Hoth sau khi đánh vòng qua các khu phòng thủ Suwałki và Osovet, đánh chiếm Grodno đã tăng tốc độ hành quân để đánh chiếm Kaunas và Vilnius trong thời gian sớm nhất nhằm vây bọc phía sau 3 tập đoàn quân Liên Xô đang chiến đấu tại Tây Belorussia. Quân đoàn cơ giới 57 có Sư đoàn xe tăng 12 đi trước mở đường tấn công theo hướng đến Merkine. Quân đoàn cơ giới 39 có các sư đoàn xe tăng 7 và 20 dẫn đầu tấn công theo hướng đến Alytus. Quân đoàn bộ binh 5 (có hai sư đoàn) tấn công theo xe tăng tại địa đoạn giữa Merkine và Alytus. Quân đoàn bộ binh 6 (có hai sư đoàn) tấn công chếch lên phía Bắc tuyến Alytus - Neman hướng tới Prienai, yểm hộ sườn trái cho Quân đoàn cơ giới 39.
Đối diện với quân Đức trong khu vực Alytus là các sư đoàn bộ binh 23, 126, 128 thuộc thê đội dự bị của Tập đoàn quân 11 được giao nhiệm vụ bảo vệ các tiền đồn biên giới và xây dựng các công sự củng cố khu vực Alytus. Trong khu vực Alytus còn có Sư đoàn xe tăng 5 thuộc Quân đoàn cơ giới 3 (Liên Xô), các đại đội phòng thủ vùng biên giới được đặt dưới quyền chỉ huy của Đoàn biên phòng 29 đóng tại Varena (Orany), các đơn vị pháo binh của quân đoàn và trung đoàn bộ binh 184.
Sáng sớm ngày 22 tháng 6, sau các cuộc pháo kích và ném bom của quân đội Đức, quân đội Xô Viết tại khu vực Alytus bị tấn công bởi hai sư đoàn xe tăng của Quân đoàn cơ giới 39 và hai sư đoàn bộ binh thuộc Quân đoàn bộ binh 5. Sức chống cự của sư đoàn bộ binh 128 (Liên Xô) nhanh chóng bị các đơn vị xe tăng Đức đè bẹp. Tư lệnh sư đoàn, thiếu tướng A. S. Zotov bị bắt làm tù binh. Bộ phận còn lại của sư đoàn phải phân tán thành từng nhóm nhỏ vượt sông Neman rút lui theo hướng đến sông Tây Dvina.
Ngày 22 tháng 6, trong khi các đơn vị xe tăng Đức đã dồn quân đội Liên Xô đến bờ Tây sông Neman, Bộ tư lệnh Cụm tập đoàn quân Trung tâm tạm thời điều chuyển hai quân đoàn bộ binh của tập đoàn quân xe tăng 3 cho tập đoàn quân dã chiến 9. Các sư đoàn xe tăng 7 và 20 của Quân đoàn cơ giới 39 xông đến Alytus, cố gắng đánh chiếm hai cây cầu vượt sông trong hành tiến. Khoảng trưa ngày 22 tháng 6, các đơn vị đi trước của sư đoàn xe tăng 5 (Liên Xô) đã đụng độ với hai sư đoàn xe tăng Đức tại ngoại vi Alytus. Sau các trận không kích và pháo kích của tập đoàn quân không quân 8 do tướng Wolfram von Richthofen chỉ huy, các sư đoàn xe tăng của tập đoàn quân xe tăng 3 đã chiếm được cả hai cây cầu và phá vỡ tuyến phòng thủ phía đông sông Neman. Các đơn vị của Bộ Nội vụ Liên Xô được giao nhiệm vụ với việc bảo vệ cầu và các đội công binh phá nổ đã không thể làm bất cứ điều gì để lật đổ hai cây cầu.
Trên bờ đông sông Neman, các lực lượng chính của sư đoàn xe tăng 5 (Liên Xô) đã tham chiến và chặn được xe tăng Đức trong thị trấn Alytus. Cuộc chiến tại Alytus tiếp diễn cho đến cuối buổi tối ngày 22 tháng 6. Sáng ngày 23 tháng 6, trong tình trạng bị nửa hợp vây tại Alytus trên bờ phía đông sông Neman, chủ lực của Sư đoàn xe tăng 5 đã phải giao chiến với hai sư đoàn xe tăng của Quân đoàn cơ giới 39 (Đức). Dưới áp lực của lực lượng đối phương vượt trội, đến khoảng 8 giờ sáng, sư đoàn hầu như đã tiêu thụ hết nhiên liệu và đạn dược, phải vừa đánh, vừa lùi về hướng Vilnius dưới áp lực nặng nề của không quân Đức.
Cựu tư lệnh Tập đoàn quân xe tăng 3 (Đức), tướng Hermann Hoth viết trong hồi ký của mình:
| “               | Các chỉ huy các trung đoàn của tôi đều báo cáo về các trận xe tăng chiến cực kỳ ác liệt. Một số đơn vị xe tăng của đối phương được trang bị kém hơn đã dốc toàn lực để tiến hành một trận duy nhất. Các tàn quân của bộ phận này đã rút lên phía đông bắc và tiếp tục chống trả một vài ngày sau cho đến khi nó bị mất nốt những chiếc xe tăng cuối cùng. Các nỗ lực đầu tiên của người Nga để ngăn chặn cuộc tấn công của chúng tôi theo hướng này gần như đã thất bại. | ” |
| — Hermann Hoth, | |   |

A. V. Isaev dẫn bằng chứng trong trận chiến với xe tăng Đức của trung tá Khorsta Orlov:
| “ | Trận xe tăng chiến tại Alytus của Sư đoàn xe tăng 5 chúng tôi có lẽ là trận chiến khó khăn nhất tại giai đoạn này của cuộc chiến tranh. | ” |

Cho đến nay, vẫn chưa có số liệu chính xác về thiệt hại của hai bên trong trận đấu tăng tại Alytus. Tướng Hermann Hoth báo cáo về việc đã phá hủy 170 xe tăng của Liên Xô và người Đức mất 11 xe tăng. Nhưng lại có một điều hiển nhiên là quân đội Liên Xô đã bỏ lại tại Alytus nhiều xe tăng đã hư hỏng từ trước trận đánh mà không thể sửa chữa và chúng được tướng Hermann Hoth tính cả vào chiến tích của mình.
Sau khi bị đánh bật khỏi Alytus, chiều 23 tháng 6, Sư đoàn xe tăng 5 (Liên Xô) còn tham gia một trận đánh nữa ở ngoại ô phía Tây Nam Vilnius và tiếp tục bị tổn thất. Số quân và phương tiện còn lại của nó tiếp tục rút lui. Đến ngày 24 tháng 6, sư đoàn này được nhập vào biên chế Tập đoàn quân 13 tại khu vực Molodecchno (nam Belorrussia). Sư đoàn còn lại 15 xe tăng, 20 xe bọc thép và 9 khẩu pháo. Ngày 26 tháng 6, sư đoàn về đến Borisov và tiếp tục được rút về Kaluga để tổ chức lại.

## Kết quả
Trận phòng ngư Alytus cũng như các trận đánh phòng ngự của quân đội Liên Xô trên tuyến sông Niemen thất bại nhanh chóng đã đặt tuyến phòng thủ của quân đội Liên Xô ở sâu trong nội địa Byelorussia và Litva vào thế hoàn toàn bị động. Không bị các sư đoàn xe tăng Liên Xô cản bước, Quân đoàn xe tăng 39 (Đức) dễ dành đánh chiếm Vilnius, chia cắt sườn trái của Phương diện quân Tây Bắc với sườn phải của Phương diện quân Tây (Liên Xô). Sau khi chiếm Vinius, Quân đoàn xe tăng 39 (Đức) cùng Quân đoàn bộ binh 8 (có Sư đoàn xe tăng 12 trong đội hình thê đội 1) được tăng cường Sư đoàn xe tăng 19 và các sư đoàn cơ giới 14, 18 kéo từ thê đội 1 lên đã hình thành một mũi tấn công nguy hiểm từ hướng Tây vào Minsk. Phối hợp với mũi tấn công của Tập đoàn quân xe tăng 2 (Đức) từ phía Bắc và phía Nam Brest tấn công lên, hai cánh quân xe tăng này tạo ra nguy cơ bao vây các tập đoàn quân 3, 4 và 10 của quân đội Liên Xô trên một vùng đất kéo dài từ phía Tây Minsk đến phía Đông thượng nguồn sông Niemen.